# Vittorio Barberis
Vittorio Barberis (Omegna, 11 novembre 1918 – ...) è stato un calciatore e allenatore di calcio italiano, di ruolo ala.

## Carriera

### Giocatore
Dopo aver militato nella Cusiana e nella Pro Patria, giocò tre stagioni in Serie A col Novara, da titolare.

### Allenatore
Dal 1947 al 1949 ha allenato il Sion, nella seconda divisione svizzera.

## Statistiche

### Presenze e reti nei club
| Stagione        | Squadra         | Campionato      | Campionato | Campionato | Coppe nazionali | Coppe nazionali | Coppe nazionali | Coppe continentali | Coppe continentali | Coppe continentali | Altre coppe | Altre coppe | Altre coppe | Totale | Totale |
| Stagione        | Squadra         | Comp            | Pres       | Reti       | Comp            | Pres            | Reti            | Comp               | Pres               | Reti               | Comp        | Pres        | Reti        | Comp   | Pres   |
| --------------- | --------------- | --------------- | ---------- | ---------- | --------------- | --------------- | --------------- | ------------------ | ------------------ | ------------------ | ----------- | ----------- | ----------- | ------ | ------ |
| 1937-1938       | Pro Patria      | C               | 30         | 13         | C               | 2               | 4               | -                  | -                  | -                  | -           | -           | -           | 32     | 17     |
| 1938-1939       | Novara          | A               | 18         | 5          | ?               | ?               | ?               | -                  | -                  | -                  | -           | -           | -           | 18+?   | 5+?    |
| 1939-1940       | Novara          | A               | 21         | 4          | ?               | ?               | ?               | -                  | -                  | -                  | -           | -           | -           | 21+?   | 4+?    |
| 1940-1941       | Novara          | A               | 25         | 6          | ?               | ?               | ?               | -                  | -                  | -                  | -           | -           | -           | 25+?   | 6+?    |
| 1941-1942       | Novara          | B               | 19         | 1          | ?               | ?               | ?               | -                  | -                  | -                  | -           | -           | -           | 19+?   | 1+?    |
| 1942-1943       | Novara          | B               | 12         | 1          | ?               | ?               | ?               | -                  | -                  | -                  | -           | -           | -           | 12+?   | 1+?    |
| 1945-1946       | Novara          | B               | 15         | 2          | ?               | ?               | ?               | -                  | -                  | -                  | -           | -           | -           | 15+?   | 2+?    |
| Totale Novara   | Totale Novara   | Totale Novara   | 110        | 19         | ?               | ?               | ?               | -                  | -                  | -                  | -           | -           | -           | 110+?  | 19+?   |
| Totale carriera | Totale carriera | Totale carriera | 125        | 22         | ?               | ?               | ?               | -                  | -                  | -                  | -           | -           | -           | 125+?  | 22+?   |